# Michał Kubiak
Michał Kubiak (* 23. Februar 1988 in Wałcz) ist ein polnischer Volleyballspieler.

## Karriere
Kubiak begann seine Karriere 2002 bei Maraton Świnoujście. 2004 wurde er mit den polnischen Junioren Europameister und Vize-Weltmeister der Altersklasse U18. Von 2005 bis 2008 spielte er jeweils ein Jahr bei Joker Piła, AZS UWM Olsztyn und KS Poznań. Anschließend ging der Außenangreifer nach Israel zu Hapoel Kirjat Ata. 2009 zog er weiter in die italienische Liga zu Pallavolo Padua. Ein Jahr später kehrte er nach Polen zurück und stand bei AZS Politechnika Warszawska unter Vertrag. 2011 debütierte Kubiak in der A-Nationalmannschaft. Mit dem Team erreichte er zwei dritte Plätze in der Weltliga und bei der Europameisterschaft sowie den zweiten Rang im World Cup. Im gleichen Jahr kam er zu seinem heutigen Verein Jastrzębski Węgiel. Mit Polen gewann er die Weltliga. Außerdem nahm er an den Olympischen Spielen in London teil.